# Achernar Island
Achernar Island ist eine Insel, die etwa 1,5 km westlich von Shaula Island in der Inselgruppe Øygarden vor der Küste des ostantarktischen Kemplands liegt.
Norwegische Kartografen erfassten sie anhand von Luftaufnahmen, die bei der Lars-Christensen-Expedition 1936/37 entstanden. Die erste Anlandung unternahm 1954 die Mannschaft um den australischen Geodäten Robert George Dovers (1921–1981) im Rahmen der Australian National Antarctic Research Expeditions. Nachdem die Insel zunächst den norwegischen Namen Utøy (deutsch: „äußere Insel“) trug, wurde sie 1958 durch die Australian Nature Conservation Agency nach dem Stern Achernar, der in der Umgebung der Insel als Fixpunkt für Vermessungsarbeiten diente, benannt.